# Silviu Lung Jr.
Silviu Lung Jr. (* 4. Juni 1989 in Craiova) ist ein rumänischer Fußballspieler. Er ist Torhüter.

## Karriere

### Verein
Lung stieg bereits im Alter von 15 Jahren in den Kader der ersten Mannschaft seines Heimatvereins FC Universitatea Craiova auf, kam dort aber zunächst nicht zum Zuge. Er debütierte erst am 12. April 2008 im Spiel gegen Oțelul Galați in der Liga 1. Auch in der Saison 2008/09 musste sich Lung mit der Rolle als Stellvertreter von Mircea Bornescu zufriedengeben. Neben dem Wechsel Bornescus zu Rapid Bukarest im Sommer 2009 stieg er zum Stammtorwart auf und sicherte seinem Klub in der Spielzeit 2009/10 den Klassenerhalt. Am Ende der Saison 2010/11 konnte er den Abstieg nicht mehr vermeiden. Anschließend verließ er Universitatea Craiova und wechselte zum Ligakonkurrenten Astra Ploiești. Dort konnte er die Spielzeit 2013/14 als Vizemeister hinter Steaua Bukarest beenden und den rumänischen Pokal gewinnen. Im Tor von Astra wechselte er sich mit Dănuț Coman ab, nachdem er in den beiden Jahren zuvor die unumstrittene Nummer eins gewesen war, die er dann 2014 wieder wurde.
Zur Saison 2017/18 wurde er vom Erstligisten Kayserispor verpflichtet.

### Nationalmannschaft
Lung bestritt bisher drei Spiele für die rumänische Fußballnationalmannschaft. Er debütierte am 5. Juni 2010 im Freundschaftsspiel gegen Honduras. Seitdem gehört er mit Cristian Bălgrădean, Costel Pantilimon und Ciprian Tătărușanu zum Kreis der Torhüter der Nationaltrainer Victor Pițurcă und Anghel Iordănescu. Am 12. Mai 2016 wurde er, obwohl er seit zwei Jahren kein Länderspiel mehr bestritten hatte, für den vorläufigen EM-Kader mit 28 Spielern nominiert und dann auch für den endgültigen Kader berücksichtigt. Als zweiter Ersatztorwart kam er in den drei Gruppenspielen, nach denen das Team ausgeschieden war, nicht zum Einsatz.

## Erfolge
- Rumänischer Meister: 2016
- Rumänischer Pokalsieger: 2014
- Rumänischer Supercupsieger: 2014, 2016

## Privates
Silviu Lung junior ist der Sohn des langjährigen rumänischen Nationaltorhüters Silviu Lung (* 1956) und der jüngere Bruder des Torhüters Tiberiu Lung (* 1978).